# Saint-Malo

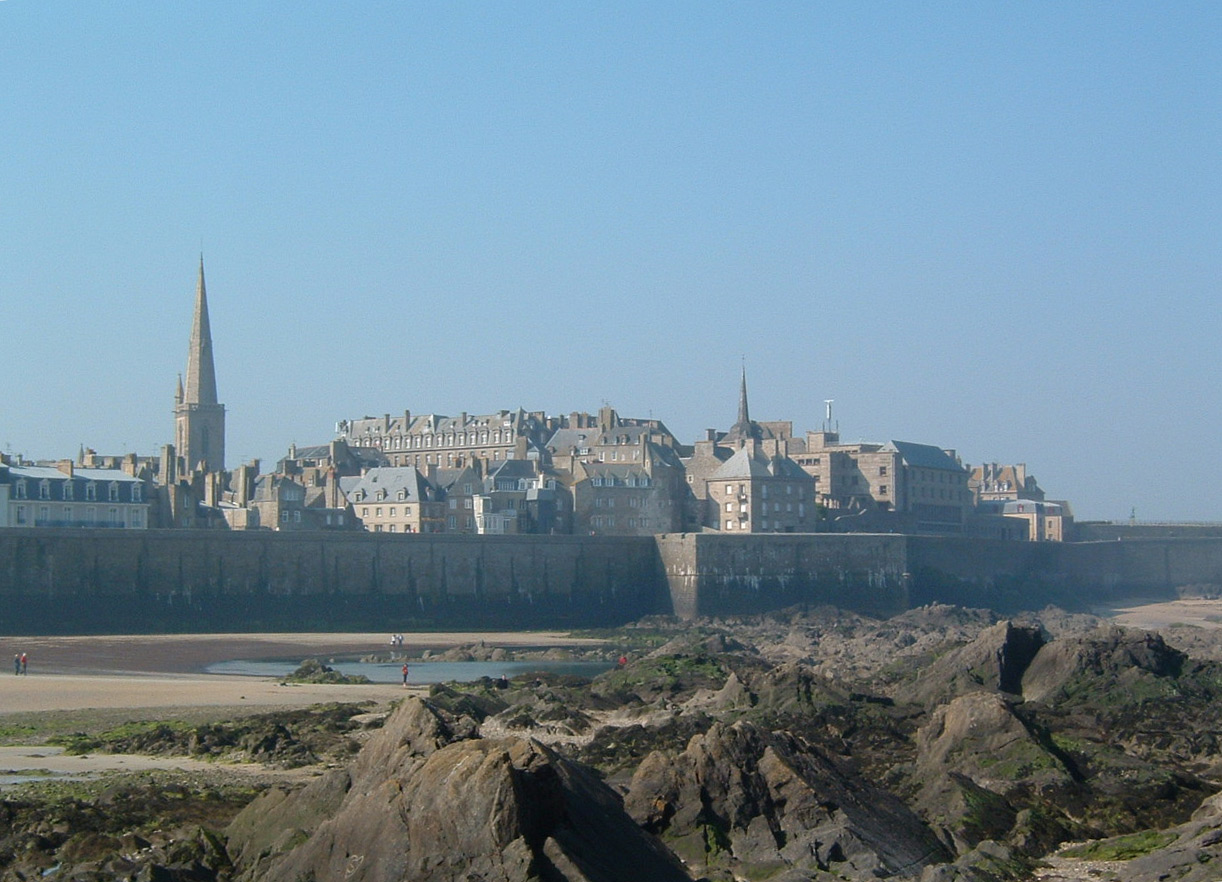
Gamla staden, Intra muros.

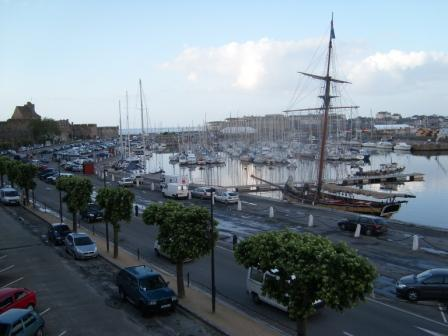
Saint-Malo, småbåtshamnen.

Saint-Malo är en fransk kommun och underprefektur (franska: sous-préfecture) i departementet Ille-et-Vilaine, Bretagne. Kommunen har 47 255 invånare (2022), men under turistsäsongen på sommaren kan antalet invånare öka till uppemot 300 000. Inklusive förstäder har staden ungefär 133 000 invånare (2017). Saint-Malo är uppkallad efter dess första biskop, Malo från Wales, som levde omkring 520–621.
Saint-Malo ligger vid kusten mot Engelska kanalen, eller mer precist Saint-Malo-bukten. Staden är känd för sin ringmursomgärdade gamla stad, Intra muros ("innanför murarna").
Författaren, politikern och diplomaten François-René de Chateaubriand kommer från staden.

## Befolkningsutveckling
Antalet invånare i kommunen Saint-Malo
Referens:INSEE